# Фарис Араповић
Фарис Араповић (Сарајево, 1970 — Сарајево, 18. септембар 2019) био је југословенски и босанскохерцеговачки бубњар бендова Забрањено пушење и Сиктер, чији је уједно и оснивач.

## Каријера
Араповић је каријеру започео у Забрањеном пушењу 1986. године, након што је бенд напустио Предраг Ракић. Као бубњар радио је на два албума групе : Поздрав из земље Сафари (1987) и Мале приче о великој љубави (1989). Почетком деведесетих година напустио је Забрањено пушење заједно са још неколико музичара.
Године 1990. Араповић је основао алтернативни рок бенд Сиктер, у Сарајеву. Био је бубњар на прва два студијска албума бенда : Now, Always, Never (2000) и Queen of the Disco (2002), да би 2003. године престао да свира у бенду.
Преминуо је 19. септембра 2019. године у Сарајеву.

## Дискографија

### Забрањено пушење
- Поздрав из земље Сафари (1987)
- Мале приче о великој љубави (1989)

### Сиктер
- Now, Always, Never (2000)
- Queen of the Disco (2002)